# 30 листопада
30 листопада — 334-й день року (335-й у високосні роки) у григоріанському календарі. До кінця року залишається 31 день.

## Свята і пам'ятні дні

### Міжнародні
- Міжнародний день захисту інформації У 1988 році американська асоціація комп'ютерного обладнання оголосила цей день міжнародним Днем захисту інформації (Computer Security Day)
- Міжнародний день Міста за життя
- Міжнародний день спідниці
- Міжнародний день мікроелектроніки

### Національні
- Україна: День радіотехнічних військ Повітряних Сил Збройних Сил України
- Барбадос,  Ємен: День проголошення Незалежності.
- Шотландія,  Румунія: День Святого Андрія.
- Бенін: Національний день.

### Релігійні
- День вшанування пам’яті святого апостола Андрія Першозваного.
- Святителя Фрументія, архієпископа Індійського (Ефіопського)[1].

## Іменини
✝  Католицькі: Андрій.
✙ Православні: Андрій.

## Події

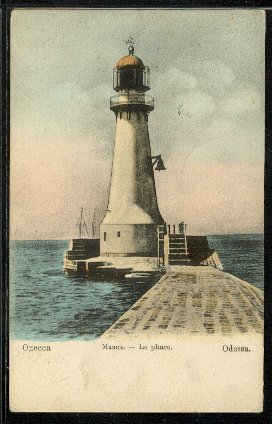
Одеський маяк на поштівці кінця 1890-х рр.

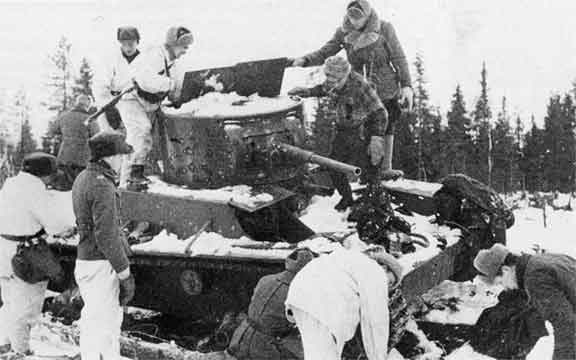
Фінські солдати оглядають покинутий радянський танк Т-26. Січень 1940

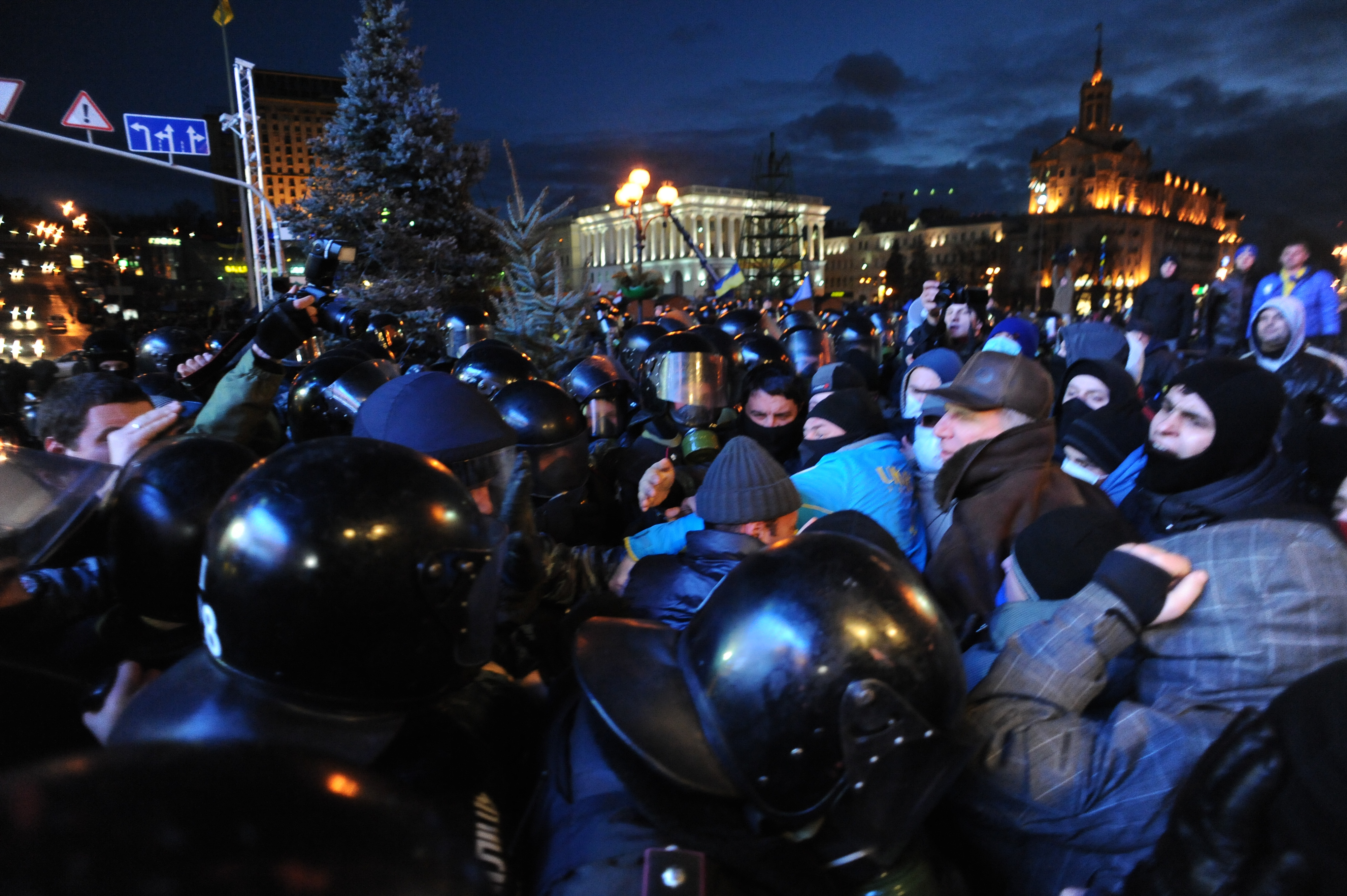
незаконний силовий розгін «Беркутом» Євромайдану в Києві 30 листопада 2013 року

- 1432 — в ході громадянської війни у Великому князівстві Литовському князь Федір Корибутович розбив поляків біля Копистерина, поблизу Морахви.
- 1609 — Галілео Галілей склав першу мапу місячної поверхні.
- 1763 — Судова реформа в Гетьманщині. Універсалом гетьмана Кирила Розумовського в Україні запроваджено суди — земські (для цивільних справ), гродські (для кримінальних) та підкоморські (для земельних); Генеральний суд став найвищою апеляційною інстанцією.
- 1786 — указом Петра Леопольда Йосипа Габсбурга у Великому герцогстві Тосканському уперше в європейській державі скасовано смертну кару.
- 1854 — Віце-король Єгипту Саїд-паша надав попередню концесію на будівництво і експлуатацію протягом 99 років каналу через Суецький перешийок французькому інженеру Фердинанду Марі де Лессепсу. 1859 року почалось будівництво Суецького каналу.
- 1867 — розпочав роботу Одеський маяк — перший електричний маяк на теренах Російської імперії.
- 1886 — у паризькому залі для оперет, пантомім, водевілів і політичних мітингів Фолі-Бержер відбулось перше ревю за участю жінок у досить відвертих костюмах.
- 1900 — німецькі інженери запатентували автомобіль із приводом на передні колеса.
- 1918 — Данія визнала острів Ісландію незалежним і пов'язаним з нею лише особистою унією. 17 червня 1944 року Ісландія вийшла із союзу з Данією і була проголошена республікою.
- 1922 — у віці 78 років востаннє вийшла на сцену легендарна французька актриса Сара Бернар.
- 1922 — утворено Чеченську автономну область у складі Російської СФРР.
- 1936 — пожежа знищила унікальний Кришталевий палац в Лондоні, який збудували у 1851 році для проведення I Всесвітньої виставки.
- 1939 — провокацією на кордоні та подальшим нападом СРСР на Фінляндію почалась радянсько-фінська війна («Зимова війна»).
- 1954 — у містечку Силакауга американського штату Алабама впав метеорит Силакауга. Один з його уламків, вага якого сягала 4 кілограмів, а діаметр — 15 сантиметрів, травмував жінку, що стало першим задокументованим випадком влучання небесного тіла в людину.
- 1968 — у Києві відкрили Республіканський будинок композиторів.
- 1973 — XXVIII сесія Генеральної Асамблеї ООН ухвалила міжнародну конвенцію про припинення злочинів апартеїду та покарання за нього.
- 1982 — Майкл Джексон випустив найпродаваніший альбом усіх часів під назвою «Thriller».
- 1996 — створено Державну митну службу України.
- 1998 — 32-річний Любчо Георгієвський, зайнявши крісло глави уряду Македонії, став наймолодшим прем'єр-міністром у світі.
- 2002 — засновано Київську незалежну медіа-профспілку.
- 2006 — офіційний реліз нової операційної системи Windows Vista і пакету програм Office 2007 корпорації «Microsoft».
- 2013 — відбувся незаконний силовий розгін «Беркутом» Євромайдану, з метою очищення площі від учасників стихійного протесту.
- 2019 - відкрилися 30-ті Ігри Південно-Східної Азії на Філіппінах.

## Народились
Дивись також Категорія:Народились 30 листопада
- 1466 — Андреа Доріа, генуезький адмірал і державний діяч.
- 1508 — Андреа Палладіо, засновник архітектури класицизму і, ймовірно, найвпливовіший архітектор в історії західної цивілізації.
- 1591 — Святий Анджей Бобола, польський єзуїт та мандрівний апостол долині Прип'яті.
- 1667 — Джонатан Свіфт, англійський письменник ірландського походження.
- 1670 — Джон Толанд, ірландський філософ.
- 1756 — Ернст Хладні, німецький фізик, основоположник експериментальної акустики.
- 1810 — Олівер Фішер Вінчестер, американський винахідник і виробник стрілецької зброї.
- 1817 — Теодор Моммзен, видатний німецький історик, філолог, юрист. Лауреат Нобелівської премії з літератури за 1902.
- 1825 — Вільям-Адольф Бугро, французький живописець, представник академізму.
- 1835 — Марк Твен, американський письменник.
- 1848 — Вільгельм Котарбінський, видатний український художник, яскравий представник академізму та символізму в живописі, працював над розписами Володимирського собору.
- 1874 — Вінстон Черчилль, британський політичний діяч, прем'єр-міністр країни (1940–1945, 1951–1955 рр.), один з лідерів антигітлерівської коаліції в роки Другої світової війни, лауреат Нобелівської премії в галузі літератури (1953), перший почесний громадянин США.
- 1889 — Едгар Дуглас Едріан, британський фізіолог, лауреат Нобелівської премії з фізіології та медицини.
- 1906 — Джон Діксон Карр, англійський письменник, автор детективних романів.
- 1926 — Шаллі Ендрю Віктор, британський біохімік, лауреат Нобелівської премії з фізіології та медицини.
- 1934 — Раїса Іванченко, українська письменниця та історик.
- 1937 — Рідлі Скотт, британський кінорежисер (Ганнібал, Гладіатор, Тельма і Луїза, Чорний дощ, Чужий, 1492: Завоювання раю).
- 1945
  - Роджер Гловер, бас-гітарист англійського рок-гурту «Deep Purple».
  - Анатолій Кущ, український скульптор, народний художник України, автор Монументу Незалежності в Києві.
- 1949 — Ярослав Стельмах, український драматург.
- 1951 — Назарій Яремчук, український співак, народний артист України.
- 1952 — Борисова Ірина Анатоліївна, українсько-американська театральна художниця і аніматорка. Дружина майстра спецефектів, лауреата технічного «Оскара» за фільм «Хижак» (1987) Євгена Мамута.
- 1955 — Біллі Айдол (Вільям Майкл Альберт Броуд), британський рок-музикант, співак.
- 1960 — Гарі Лінекер, англійський футболіст, найкращий бомбардир фіналу Чемпіонату світу з футболу (1986).
- 1965 — Бен Стіллер, американський кіноактор та режисер («Кабельник», «Знайомство з Факерами», «Дюплекс»).
- 1980 — Владислав Попович, громадсько-політичний діяч, політв'язень режиму Януковича, військовослужбовець, видавець.
- 1982 — Армен Варданян, український борець греко-римського стилю, чемпіон Європи, бронзовий призер Олімпіади 2008.
- 1985 — Тарас Шелестюк, український професійний боксер. Бронзовий призер Олімпійських ігор у Лондоні, чемпіон світу, бронзовий призер чемпіонату Європи, переможець Кубка Європи (2010), триразовий чемпіон України (2009, 2010, 2011).

## Померли
Дивись також Категорія:Померли 30 листопада
- 1680 — Пітер Лелі, англійський художник XVII ст., голландського походження.
- 1714 — Гійом-Габріель Нівер, французький композитор та органіст.
- 1718 — Карл ХІІ, шведський король, ворог московського царя Петра І та союзник Івана Мазепи (нар. 1682; загинув при облозі одного з замків у Норвегії).
- 1872 — Іван Васенко, український будівничий, тесляр.
- 1900 — Оскар Вайлд, англійський письменник і драматург, представник провокаційного естетизму (Портрет Доріана Ґрея, Кентервільський привид, Саломея.
- 1937 — Борис Герасимович, один з перших і видатних астрофізиків-теоретиків і фахівців в зоряній астрономії, розстріляний.
- 1939 — Макс Складановський, німецький винахідник і один з перших кіновиробників. Разом з братом Емілем винайшов апарат для зйомки і проєкції фільмів Біоскоп.
- 1944 — Степан Підгайний, борець за незалежну Україну, кулеметник УПА у сотні «Буйних» (ВО-3 «Лисоня»).
- 1954 — Вільгельм Фуртвенглер, німецький диригент і композитор. Один із найвідоміших німецьких диригентів XX сторіччя.
- 1955 — Славенський Йосип, хорватський композитор.
- 1957 — Беньяміно Джильї, італійський оперний співак (тенор), один з основних представників бельканто.
- 1970 — Ніна Річчі, відомий французький модельєр-дизайнер італійського походження.
- 1983 — Анатолій Кос-Анатольський, український композитор.
- 1996 — Тайні Тім, американський музикант і співак.
- 2011 — Зденек Мілер, чеський художник-аніматор, творець персонажа Кротика.
- 2013 - Олександра Гонгадзе, мати українського журналіста Георгія Гонгадзе;
- 2013 — Пол Вокер, американський актор.
- 2016 — Зебін Едуард Миколайович, воїн 1 ОШР ДУК ПС, загинув в Авдіівській промзоні під час мінометного обстрілу
- 2018 — Джордж Герберт Вокер Буш, 41-ий Президент США.